# حاضر (حلب)
حاضر (به عربی: حاضر) یک منطقهٔ مسکونی در سوریه است که در استان حلب واقع شده‌است. حاضر ۸٬۵۵۰ نفر جمعیت دارد.